# Seedling
Seedling was een Amsterdamse band die actief was tussen 1996 en 2004. De band speelde geregeld in het clubcircuit, met optredens op onder meer Noorderslag, Lowlands en in Paradiso. Seedling stond onder contract bij het Transformed Dreams label.
Bezetting:
- Marg van Eenbergen - zang en gitaar
- Bas Jacobs - basgitaar
- Susanne Linssen - viool en zang
- Mariken Smit - drums

In september 2004 kondigde de band uit elkaar te gaan. Een reden werd niet gegeven. 
Hierna is Bas Jacobs verdergegaan met zijn project Pfaff. Susanne Linssen is daarna violiste bij de band Hospital Bombers, die in december 2007 hun eerste plaat afgeleverd hebben. Marg van Eenbergen was daarna solo actief onder de naam Gram. In 2008 bracht ze haar album Four-letter Word uit. Daarna ging zij aan het werk als producer met haar eigen studio. 

## Discografie

### Albums
- 1999: Sham pain (EP)
- 2001: Elevator Tourist
- 2003: Let's Play Boys & Girls

### Compilaties
- 1998: Death to the Pixies - We're better! (PIAS)
- 2004: Dutch Rock Music 4 (Conamus)
- 2004: That Dam! CD #1 (That Dam!)